# Parosphromenus opallios
Parosphromenus opallios är en fiskart som beskrevs av Maurice Kottelat och Ng 2005. Parosphromenus opallios ingår i släktet Parosphromenus och familjen Osphronemidae. Inga underarter finns listade i Catalogue of Life.